# Mingus Plays Piano
Albums de Charles Mingus
Mingus Mingus Mingus Mingus Mingus
(1963) Let My Children Hear Music
(1971)
Mingus Plays Piano est un album de Charles Mingus sorti en 1963 où l'on peut entendre le contrebassiste seul au piano.

## Descriptif
Mingus Plays Piano est un album singulier dans la carrière du contrebassiste et compositeur Charles Mingus, il joue ici du piano sans aucun accompagnement. Si on peut l’entendre jouer du piano au sein d’un ensemble sur d’autres enregistrements, comme sur l’album Oh Yeah par exemple, c’est la seule fois où on peut l’entendre seul sur tout un disque, et on le découvre d'ailleurs excellent pianiste. Le résultat est une vue unique sur l’approche musicale de Mingus, de ses recherches harmoniques et mélodiques et de son imagination,.
L'album est sous-titré « spontaneous compositions and improvisations » (« compositions spontanées et improvisations »). Il contient des compositions plus ou moins improvisées et des standards (I Can't Get Started, Body and Soul, Memories of You, I'm Getting Sentimental Over You), transfigurés par le regard personnel et riche d'harmonies de Mingus. À l'instar de Duke Ellington, Mingus semble aborder le piano comme un arrangeur : on peut entendre des parties d'orchestres travaillées au piano.

## Titres
| No  | Titre                                                    | Musique                                               | Durée |
| --- | -------------------------------------------------------- | ----------------------------------------------------- | ----- |
| 1.  | Myself When I Am Real                                    | Charles Mingus                                        | 7:38  |
| 2.  | I Can't Get Started                                      | Vernon Duke, Ira Gershwin                             | 3:43  |
| 3.  | Body and Soul                                            | Frank Eyton, Johnny Green, Edward Heyman, Robert Sour | 4:35  |
| 4.  | Roland Kirk's Message                                    | Charles Mingus                                        | 2:43  |
| 5.  | Memories of You                                          | Eubie Blake, Andy Razaf                               | 7:38  |
| 6.  | She's Just Miss Popular Hybrid                           | Charles Mingus                                        | 3:11  |
| 7.  | Orange Was the Color of Her Dress, Then Silk Blues       | Charles Mingus                                        | 4:18  |
| 8.  | Meditations for Moses                                    | Charles Mingus                                        | 3:38  |
| 9.  | Old Portrait                                             | Charles Mingus                                        | 3:49  |
| 10. | I'm Getting Sentimental Over You                         | George Bassman, Ned Washington                        | 7:38  |
| 11. | Compositional Theme Story: Medleys, Anthems and Folklore | Charles Mingus                                        | 8:35  |

## Musiciens
- Charles Mingus – piano